# El éxtasis del ser
El éxtasis del ser. Mitología y danza (en inglés The Ecstasy of Being. Mythology and Dance) es la recopilación de los escritos sobre danza y arte del mitólogo, escritor y profesor estadounidense Joseph Campbell. Forma parte de su Obra completa.
Editada e introducida por Nancy Allison, fundadora de Jean Erdman Dance, incluyen el manuscrito inédito de Campbell "Mythology and Form in the Performing and Visual Arts" ("Mitología y forma en las artes escénicas y visuales"), la obra en la que estaba trabajando cuando falleció.

## Sinopsis
La danza era una de las pasiones más variadas del mitólogo Joseph Campbell. Su esposa, Jean Erdman, fue una figura destacada de la danza moderna que trabajó con Martha Graham y tuvo a Merce Cunningham en su primera compañía. Cuando Campbell se retiró de la docencia en 1972, él y Erdman formaron el Theatre of the Open Eye (Teatro del ojo abierto), donde durante casi quince años presentaron una amplia gama de producciones de danza y teatro, conferencias y obras de teatro.
El éxtasis del ser reúne siete de los artículos sobre danza no recopilados previamente de Campbell, junto con "Mitología y forma en las artes escénicas y visuales", el tratado en el que estaba trabajando cuando murió, publicado aquí por primera vez.
En esta nueva colección, Campbell explora el auge del arte y la danza modernos en el siglo XX; profundiza en el trabajo y la filosofía de Isadora Duncan, Martha Graham y otros; y, como siempre, investiga la idea del arte como "el embudo a través del cual se vierte el espíritu a la vida". Este libro ofrece al lector una visión accesible, pero profunda y provocativa, de la fascinación de toda la vida de Campbell por la relación del mito con la forma estética y la psicología humana.

## Edición en castellano
- Campbell, Joseph (2022). El éxtasis del ser. Mitología y danza. Edición y prólogo Nancy Allison, traducción Fernando Borrajo, cartoné, 280 páginas, 56 ilustraciones, colección Memoria mundi. Vilaür: Ediciones Atalanta. ISBN 978-84-124315-0-6.

- Datos: Q106043584